# 5804 Bambinidipraga
5804 Bambinidipraga (1985 RL1) là một tiểu hành tinh vành đai chính được phát hiện ngày 9 tháng 9 năm 1985 bởi A. Mrkos ở Klet.